# 2. Deutsche Volleyball-Bundesliga 1982/83 (Frauen)
Die Saison 1982/83 der 2. Volleyball-Bundesliga der Frauen war die siebte Ausgabe dieses Wettbewerbs.

## 2. Bundesliga Nord
Meister und Aufsteiger in die 1. Bundesliga wurde der TSV Rudow Berlin. Absteigen mussten der TV Refrath und TuRa Melle.

### Mannschaften
In dieser Saison spielten folgende zehn Mannschaften in der 2. Bundesliga Nord der Frauen:
- TSV Rudow Berlin
- VC Telstar Bochum
- TVdB Bremen
- SW Elmschenhagen
- Hamburger SV
- VfL Hannover
- TV Hörde
- Post SV Köln
- TuRa Melle
- TV Refrath

Absteiger aus der 1. Bundesliga waren der Hamburger SV und Telstar Bochum. Aus der Regionalliga stiegen TuRa Melle (Nord) und der TV Refrath (West) auf.

### Tabelle
|                         | Verein        | Spiele | Punkte  | Sätze   |
| ----------------------- | ------------- | ------ | ------- | ------- |
| 1.                      | Rudow Berlin  | 18     | 32 : 4  | 52 : 23 |
| 2.                      | Hannover      | 18     | 30 : 6  | 51 : 23 |
| 3.                      | Hamburg (A)   | 18     | 24 : 12 | 43 : 28 |
| 4.                      | Hörde         | 18     | 18 : 18 | 38 : 32 |
| 5.                      | Bochum (A)    | 18     | 18 : 18 | 36 : 34 |
| 6.                      | Bremen        | 18     | 18 : 18 | 32 : 39 |
| 7.                      | Elmschenhagen | 18     | 16 : 20 | 37 : 36 |
| 8.                      | Köln          | 18     | 14 : 22 | 31 : 41 |
| 9.                      | Refrath (N)   | 18     | 8 : 28  | 24 : 48 |
| 10.                     | Melle (N)     | 18     | 2 : 34  | 12 : 53 |
| Stand: Abschlusstabelle |               |        |         |         |

|     | Aufsteiger in die Bundesliga    |
|     | Absteiger in die Regionalliga   |
| (A) | Absteiger aus der 1. Bundesliga |
| (N) | Aufsteiger aus der Regionalliga |

## 2. Bundesliga Süd
Meister und Aufsteiger in die 1. Bundesliga wurde Viktoria Augsburg. Auch der Zweitplatzierte Orplid Darmstadt stieg auf. Absteiger waren der TV Kornwestheim und der VBC Ludwigshafen.

### Mannschaften
In dieser Saison spielten folgende zehn Mannschaften in der 2. Bundesliga Süd der Frauen:
- TG Viktoria Augsburg
- TV Bretten
- Orplid Darmstadt
- SV Ettlingen
- Eintracht Frankfurt
- USC Freiburg
- TV Kornwestheim
- VBC Ludwigshafen
- ESV Neuaubing
- Saar 05 Saarbrücken

Absteiger aus der 1. Bundesliga gab es keine. Aufsteiger aus der Regionalliga waren der VBC Ludwigshafen (Südwest) und der SV Ettlingen (Süd).

### Tabelle
|                         | Verein           | Spiele | Punkte  | Sätze   |
| ----------------------- | ---------------- | ------ | ------- | ------- |
| 1.                      | Augsburg         | 18     | 36 : 0  | 54 : 11 |
| 2.                      | Darmstadt        | 18     | 26 : 10 | 47 : 26 |
| 3.                      | Neuaubing        | 18     | 24 : 12 | 45 : 29 |
| 4.                      | Saarbrücken      | 18     | 24 : 12 | 44 : 36 |
| 5.                      | Ettlingen (N)    | 18     | 22 : 14 | 43 : 30 |
| 6.                      | Frankfurt        | 18     | 18 : 18 | 39 : 37 |
| 7.                      | Freiburg         | 18     | 12 : 24 | 26 : 41 |
| 8.                      | Bretten          | 18     | 10 : 26 | 24 : 45 |
| 9.                      | Kornwestheim     | 18     | 6 : 30  | 17 : 50 |
| 10.                     | Ludwigshafen (N) | 18     | 2 : 34  | 17 : 51 |
| Stand: Abschlusstabelle |                  |        |         |         |

|     | Aufsteiger in die Bundesliga    |
|     | Absteiger in die Regionalliga   |
| (N) | Aufsteiger aus der Regionalliga |